# 엄마 (2022년 영화)
《엄마》(영어: Umma)는 2022년 개봉한 미국의 초자연 공포 영화이다. 아이리스 K. 심이 연출과 각본을 맡았고, 샌드라 오, 파이블 스튜어트, 더멋 멀로니, 오데야 러시 등이 출연하였다. 한국계 미국인들이 주축이 되어 만든 작품으로, 홀몸으로 딸을 키우는 어머니가 친정어머니 귀신에 씌면서 벌어지는 이야기를 다룬다.
평단 반응은 엇갈렸으며, 주연 샌드라 오의 연기와 영화가 다룬 주제는 좋은 평가를 얻었으나 상투적인 공포 영화 공식 적용, 점프 스케어에 지나치게 의존한 점, 각본을 중심으로 부정 평가를 받았다.

## 줄거리
한국 이민자 출신인 어맨다는 전기와 가전 제품에 알레르기 반응을 일으킨다는 이유로 현대 문명과 떨어져 농장에서 벌과 닭을 키우며 지낸다.
어느 날 삼촌이 한국에서 찾아와 "엄마"의 유해를 전달한다. 과거 영어를 못하던 "엄마"는 낯선 땅 미국에서 한국어도, 한국 문화도 모르는 사람들 속에 섞여 홀로 어맨다를 키우며 학대하였다. 삼촌은 "엄마"와 연을 끊으면서 한국 성을 버리고 한국인 정체성도 내던진 어맨다를 질타한다.
어맨다는 재택학습을 받아온 딸 크리스가 농장을 떠나 대학에 갈 생각을 하고 있는 걸 알고 화를 낸다. 사실 어맨다는 알레르기가 없고 "엄마"에게 전기 고문 당했던 기억 때문에 전기 일체를 거부하고 있을 뿐이라는 사실이 밝혀진다. 
곧 "엄마" 귀신이 나타나 어맨다 몸을 차지하려하고, 어맨다는 자신이 "엄마" 그 자체가 되어가고 있는 게 아닌가 두려워한다. 어맨다는 "엄마" 유해를 땅에 묻어보지만 소용도 없이 "엄마"가 어맨다를 완전히 잠식해버린다.
한밤중에 한복을 입고 탈을 쓴 어맨다가 제사를 지내는 모습을 목격한 크리스는 "엄마"가 어맨다에게 빙의했음을 깨닫고 집밖으로 도망치고 닭을 잡아먹는 구미호 환영을 본다. 뒤쫓아온 어맨다/"엄마"가 크리스를 공격하자 크리스는 어맨다가 정신을 차리게 하려고 어맨다는 "엄마"가 아니라며 간절히 호소하고, 그 덕분에 어맨다는 "엄마" 영향력에서 풀려난다. "엄마" 혼과 마주한 어맨다는 과거 "엄마"가 처했던 상황을 연민하면서도 더는 내가 "엄마" 고통을 대신해줄 수 없다고 단호히 말하며 "엄마"를 떠나보낸다.  
한국인 뿌리를 다시 받아들인 어맨다는 크리스와 함께 한복을 차려입고 "엄마" 무덤에 절을 올린 뒤 대학으로 진학하게 돼 농장을 떠나는 크리스를 배웅한다. 

## 출연
- 샌드라 오 - 어맨다 (박수현) 역
- 파이블 스튜어트 - 크리시 "크리스" 역
- 더멋 멀로니 - 대니 역
- 오데야 러시 - 리버 역
- 미화 얼래나 리 - 박순이, 어맨다의 "엄마" 역
- 톰 이 - 강 씨, 어맨다의 삼촌 역